# 5 причин не закохатися в казаха
«5 причин не закохатися в казаха» (рос. 5 причин не влюбиться в казаха) — казахстанський комедійний фільм. Режисер — Аскар Узабаєв. Фільм вийшов у казахстанський кінопрокат 27 грудня 2017 року. Стрічку створено продюсерським центром «Sunny Production» спільно зі студією «567 Cinema».

## Сюжет
Це історія про незалежну й норовливу дівчину Дінару, яка після навчання за кордоном вирішує вийти заміж за француза на ім'я Жюль. Але проблема в тому, що її родина не в захваті від цих стосунків, тож Дінара вирішує провернути невеличку аферу: вона наймає таксиста Дархана, який за гонорар зіграє залицяльника-казаха з жахливим характером, аби переконати батьків переглянути ставлення до її іноземного нареченого. Дінара може навести щонайменше п'ять причин не закохуватися в казаха, серед яких: лінощі, самовихваляння та катастрофічна непунктуальність.

## У ролях
- Асель Садвакасова — Дінара
- Нуржан Садибеков — Дархан
- Морган Сегі — Жюль

## Знімальна група
- Генеральний продюсер: Асель Садвакасова
- Автори сценарію: Сабіт Рахімбаєв, Ауєз Ауєзов, Аскар Узабаєв
- Режисер: Аскар Узабаєв
- Оператор-постановник: Казбек Амержанов
- Художник-постановник: Алія Одинаєва
- Композитор: Павло Лі

## Виробництво
Режисер фільму, Аскар Узабаєв, в інтерв'ю розповів про зародження сюжету стрічки, зйомки та пошуки головного актора: «Було неймовірно складно знайти актора на роль Дархана, — каже Аскар. — Я хотів, щоб це був казахський варіант Адріано Челентано. Він ніби хам, але водночас — і не хам. Ми перепробували всіх наших відомих акторів, і в останній день прийшов Дархан. Я не зміг бути присутнім на кастингу, але коли він його пройшов — усі почали мені телефонувати й розповідати про нього. Насправді, працюючи з Нуржаном, мені хотілося всім показати, який він чудовий актор»…. «Але насправді фільм не про національності, а передусім про кохання. І я заклав таку ідею: ти можеш зустріти його випадково — навіть тоді, коли зовсім не чекаєш цього і прагнеш зовсім іншого», — зазначив він. Про фільм написано рецензії, в інтернеті зібрано чимало відгуків, опубліковано історії зі знімального майданчика та результати кінопрокату.

### Зйомки
Зйомки стартували 18 травня й завершилися 9 червня 2017 року. Стрічку знімали в Алмати та Алматинській області.